# Agua de vertiente
Agua de vertiente es una película chilena de cine mudo de 1924, dirigida por Antonio Acevedo Hernández y que adquirió notoriedad al ser la primera producción cinematográfica de dicho país en presentar un desnudo femenino.

## Sinopsis
La película narra la historia de dos hombres, que encarnaban las representaciones del bien y del mal, que luchaban por el amor de una misma mujer en un contexto de tradiciones chilenas y escenas costumbristas como peleas sin guantes y rodeos típicos. El protagonista, Don Pedro (Manuel Sánchez), era calificado como «un moderno Quijote» que usaba los puños en vez de lanzas, y en una de las escenas aparece una mujer bañándose desnuda en un río.

## Producción
La película estaba basada en la obra teatral homónima de Antonio Acevedo Hernández, quien también dirigió la versión cinematográfica. Las escenas fueron grabadas en la hacienda El Ingenio, perteneciente a Alberto Mackenna Subercaseaux, y la producción estuvo a cargo de Compañía Cruz del Sur Films, siendo Gregorio Pardo el camarógrafo y Eleuterio López Ortiz el productor encargado.
El elenco de Agua de vertiente estuvo compuesto por el boxeador Manuel Sánchez, Hilda Blancheteaux, el escultor Víctor Martínez Carter, el dibujante Pedro Orrego, el cómico Heraclio Gajardo, Rosa Acevedo Hernández y la bailarina María López; esta última sería quien realizó la escena del desnudo en el río luego que Blancheteaux se negara.

## Recepción
Luego de varias postergaciones aduciendo ajustes técnicos, la película fue estrenada el 25 de noviembre de 1924 en los teatros Brasil y Esmeralda de Santiago, siendo calificada como un éxito y al día siguiente fue exhibida en los teatros Esmeralda, Septiembre y O'Higgins. Posteriormente fue exhibida en otras salas de la capital chilena, como por ejemplo los teatros Avenida, Providencia y República.
El diario La Nación señalaba que la película nacional era «quizá la mejor que se haya hecho en materia cinematográfica, ya que su fotografía es de una perfección tan adelantada». Mario Godoy Quezada señala que la película escandalizó a un grupo de mujeres santiaguinas debido a la escena del desnudo, quienes realizaron gestiones para prohibir su exhibición, las que no rindieron frutos.